# Patrick Gödicke
Patrick Gödicke (* 29. März 1970) ist ein deutscher Jurist. Er ist seit dem 15. Juli 2024 Richter am Bundesgerichtshof.

## Leben und Wirken
Gödicke war nach Abschluss seiner juristischen Ausbildung zunächst zur Anfertigung einer Habilitationsschrift für zwei Jahre als Wissenschaftlicher Mitarbeiter an der Justus-Liebig-Universität Gießen tätig. Im März 2005 trat er in den höheren Justizdienst des Landes Hessen ein. Während seiner Proberichterzeit war er bei dem Amtsgericht Büdingen und dem Landgericht Gießen eingesetzt. Bei dem Landgericht Gießen wurde er im März 2009 zum Richter am Landgericht ernannt. Im Oktober 2015 wurde ihm eine außerplanmäßige Professur an der Justus-Liebig-Universität Gießen verliehen. In der Zeit von Januar bis Oktober 2018 war Gödicke zur Erprobung an das Oberlandesgericht Frankfurt am Main abgeordnet. Mit seiner Ernennung zum Richter am Oberlandesgericht Anfang Mai 2019 erfolgte die Abordnung als wissenschaftlicher Mitarbeiter an den Bundesgerichtshof, die bis Ende April 2022 andauerte. Im Anschluss war er bis Ende April 2024 als wissenschaftlicher Mitarbeiter an das Bundesverfassungsgericht abgeordnet.
Mit der Ernennung zum Richter am Bundesgerichtshof am 15. Juli 2024 wies das Präsidium Gödicke dem 6. Strafsenat zu, der für Revisionen aus den Oberlandesgerichtsbezirken Bamberg, Brandenburg, Braunschweig, Celle, Naumburg, Nürnberg, Rostock und Saarbrücken zuständig ist.